# Marta Semule
Marta Almowna Semule (ros. Марта Алмовна Семуле, ur. 13 kwietnia 1904 w chutorze Otapes w guberni inflanckiej, zm. 11 października 1985 w chutorze Lače) – Łotyszka; radziecka dojarka, przodownica pracy i polityk, dwukrotna Bohater Pracy Socjalistycznej (1953 i 1958).

## Życiorys
Urodziła się w biednej rodzinie chłopskiej. Od dzieciństwa pracowała w gospodarstwie rolnym, w 1948 wstąpiła do arteli gospodarstw rolnych, gdzie była robotnicą rolną i dojarką. W 1951 pozyskała od krów rekordową ilość 5096 litrów mleka, a w 1954 6017 litrów. 
W 1953 została przyjęta do KPZR. Wchodziła w skład KC Komunistycznej Partii Łotwy, była deputowaną do Rady Najwyższej Łotewskiej SRR 3 kadencji i do Rady Najwyższej ZSRR 4 i 5 kadencji. 28 sierpnia 1953 i 15 lutego 1958 jako przodownica pracy otrzymała tytuł Bohatera Pracy Socjalistycznej. Była też odznaczona dwoma Orderami Lenina (20 lipca 1950 i 28 sierpnia 1953) i medalami.